# روسویتا اسر
روسویتا اسر (انگلیسی: Roswitha Esser؛ زادهٔ ۱۸ ژانویهٔ ۱۹۴۱) قایقران کانو اهل آلمان غربی بود.